# Myrcia hernandezii
Myrcia hernandezii är en myrtenväxtart som beskrevs av Parra-os.. Myrcia hernandezii ingår i släktet Myrcia och familjen myrtenväxter.
Artens utbredningsområde är Colombia. Inga underarter finns listade i Catalogue of Life.